# Oxymastinocerus varicolor
Oxymastinocerus varicolor är en skalbaggsart som beskrevs av Wittmer 1986. Oxymastinocerus varicolor ingår i släktet Oxymastinocerus och familjen Phengodidae. Inga underarter finns listade i Catalogue of Life.